# Stauronema cruciferum
Stauronema cruciferum är en svampart som först beskrevs av Job Bicknell Ellis, och fick sitt nu gällande namn av Syd., P. Syd. & E.J. Butler 1916. Stauronema cruciferum ingår i släktet Stauronema, divisionen sporsäcksvampar och riket svampar.   Inga underarter finns listade i Catalogue of Life.